# Servizi Italia
Servizi Italia S.p.A. è una società italiana che opera nei servizi integrati di noleggio, lavaggio e sterilizzazione di articoli tessili e di strumentario chirurgico a favore di strutture socio-assistenziali ed ospedaliere pubbliche e private.
È stata quotata alla Borsa di Milano dove fino all'OPA del novembre 2023 era presente negli indici FTSE Italia STAR e FTSE Italia Small Cap.

## Storia
La società viene fondata a Parma il 10 ottobre 1986 da SIRAM S.p.A. ed Energon S.c.r.l. per operare nel settore della progettazione, costruzione, installazione e gestione di lavanderie e nel noleggio della biancheria.
Nel 1995 SIRAM diventa azionista unico di Servizi Italia, nel 1999 cederà il 41% delle azioni a Finaster S.p.A., che a seguito della fusione con SIRAM stessa, nel 2000 diventerà proprietario della totalità del capitale sociale di Servizi Italia.
Nel 2002 per circa 13.3 milioni di euro Coopservice-Servizi di Fiducia S.c.r.l. (ora, Coopservice S.Coop.p.A.) acquista il 100% di Servizi Italia.
Dal 2007 la società è quotata in Borsa.
Nel luglio 2012 la società acquisisce il 50% della società Brasiliana Lavsim Higienização Têxtil S.A.
Nel luglio 2013 la società acquisisce il 50,1% di Maxlav Lavanderia Especializada S.A. e del 50,1% di Vida Lavanderias Especializada S.A.
Nel novembre del 2023 Coopservice ricompra la quota di minoranza dell’azienda del 37% attraverso la società Cometa appositamente costituita. Tale acquisto produrrà il ritiro del titolo dalle quotazioni di Borsa.

## Attività
La Società offre servizi di lavanolo in ambito sanitario e industriale, servizi di sterilizzazione biancheria e strumentario chirurgico e forniture per procedure chirurgiche.

## Consiglio d'Amministrazione
- Presidente: Roberto Olivi
- Vice Presidente: Ilaria Eugeniani
- Amministratore: Lino Zanichelli
- Amministratore: Michele Magagna
- Amministratore: Umberto Zuliani
- Amministratore: Antonio Paglialonga
- Amministratore indipendente: Antonio Aristide Mastrangelo
- Amministratore indipendente: Mauro Pizzigati
- Amministratore indipendente: Paola Schwizer
- Amministratore indipendente: Chiara Mio

Situazione al 07/01/2020 secondo dati Borsa Italiana.

## Azionariato
- 59,38% - Coopservice S.c.p.A. (tramite Aurum S.p.A.)
- 31,37% - ALTRI AZIONISTI
- 5,90% - Steris Corporation (tramite Steris UK Holding Ltd.)
- 3,35% - Servizi Italia S.p.A.

Situazione al 02/03/2020 secondo dati Consob.

## Bilancio 2017
Il gruppo Servizi Italia ha avuto 252,1 milioni di ricavi, di cui:
- 190,2 milioni da Servizi di Lavanolo, pari al 75,4% del totale dei ricavi
- 41,5 milioni da Sterilizzazione di Strumentario Chirurgico, pari al 16,5 del totale dei ricavi
- 20,5 milioni da Sterilizzazione di Biancheria, pari al 8,1 del totale dei ricavi

Ebit di 16,376 milioni, utili per 14,96 milioni. Ha un patrimonio netto di 141,63 milioni, indebitamento finanziario netto di 75,64 milioni e 3470 dipendenti.
Servizi Italia ha ottenuto 252,1 milioni di ricavi, Ebitda di 69,376 milioni, Ebit di 16.376 milioni, utile di 14,365 milioni.